# Galéria Fundana
Galéria Fundana foi uma imperatriz-consorte romana, segunda esposa do imperador Vitélio. Filha de um antigo pretor, Galéria teve dois filhos durante seu casamento: um filho e uma filha. Tácito, que escreveu desfavoravelmente sobre Vitélio, alega que Galéria era de "virtude exemplar" e "não participou dos horrores [de Vitélio]". O filho deles, Vitélio, rebatizado Germânico pelo pai em 69, foi morto durante a Revolta Flaviana juntamente com o pai. A vida de Galéria foi poupada e ela recebeu permissão para enterrar o marido. A filha, Vitélia, casou-se primeiro com Décimo Valério Asiático, filho do cônsul Décimo Valério Asiático, e, depois que ele morreu, recebeu ajuda de Vespasiano para conseguir um novo casamento.